# Aranski otoki
Aranski otoki (irsko Oileáin Árann, izgovor [əlʲɑːnʲ ɑːɾən]) ali Arani (na hárainneacha –  [nə hɑːɾənʲəxə]) so skupina treh otokov v ustju zaliva Galway na zahodni obali Irske s skupno površino okoli 46 km². So del baronije Aran v grofiji Galway.
Od zahoda proti vzhodu so otoki Inishmore (Árainn Mhór / Inis Mór [1] – [ɑːɾənʲ woːɾ] ali [ɪnʲɪʃ moːɾ]), ki je največji; Inishmaan (Inis Meáin / Inis Meadhóin – [ɪnʲɪʃ mʲɑːnʲ]) je drugi največji in Inisheer (Inis Thiar / Inis Oírr / Inis Oirthir – [ɪnʲɪʃ hiəɾ / iːɾʲ / ɛɾʲhɪɾʲ]), ki je najmanjši.
1225 prebivalcev (stanje 2006, vir ) govori predvsem irsko, jezik, ki se uporablja v lokalnih krajih. Vsi otočani prav tako tekoče govorijo angleško. Otoki pripadajo gaeltachtu.

## Lega
Povezave s kopnim so:
- North Sound/An Súnda – Thuaidh (natančneje Bealach Locha Lurgan) leži med otokom Inishmore in Lettermullenom, grofija Galway;
- Gregory's Sound/Súnda Ghríoghora (prej znan kot Bealach na h-Áite) leži med otokoma Inishmore in Inishmaan;
- Foul Sound/Súnda Salach (prej znan kot Bealach na Fearbhaighe) leži med otokoma Inishmaan in Inisheer;
- South Sound/An Súnda – Dheas (prej znan kot Bealach na Fínnise) leži med otokom Inisheer in grofijo Clare.

Trajekti vozijo do vseh treh otokov iz Rossaveala v grofiji Galway (celo leto) in Doolina v grofiji Clare (sezonsko). Imajo tudi letališče.

## Geologija
Otoška geologija je večinoma kraški apnenec, povezan z Burrnom v grofiji Clare (na vzhodu) in ne granitom na Connemari na severu. To je najočitneje pri gradnji zidov okoli polj.
Apnenec izvira iz visejskega obdobja spodnjega karbona, ki je nastal kot usedlina v tropskem morju pred približno 350 milijoni let in je stisnjen v horizontalne plasti s fosilnimi koralami, krinoidi, morskimi ježki in amoniti. Poledenitev po namurijskem obdobju (313 milijonov let pred sedanjostjo) je omogočila večjo denudacijo. Zato so Aranski otoki med najboljšimi primeri ledeniško preoblikovane kraške krajine na svetu. Posledice zadnjega ledeniškega obdobja (110.000–okoli  11.700 let pred sedanjostjo) so najbolj vidni. Učinek zgodnejše zakraselosti (erozija raztapljanja) je bila končana z zadnjim ledeniškim obdobjem. Kakršna koli zakraselost, ki se vidi zdaj, je nastala pred približno 11.000 leti, zato je otoški kras mlad.
Procesi raztapljanja so razširili in poglobili škraplje apnenčastega tlaka. Razpoke v skalah (vertikalni stiki) prispevajo k nastanku obsežnih razpok ploščatem tlaku. Zakraselost kamnine olajša nastanek podzemne drenaže.
Ogromni balvani do 25 metrov nad morjem na predelih zahodne obale so v nekaterih primerih ekstremnih oblik, ki so jih oblikovali velikanski valovi, ki se pojavijo v povprečju enkrat v stoletju, čeprav so bolj ledeniškega nastanka. 

## Podnebje
Otoki imajo nenavadno zmerno podnebje. Povprečne temperature so od 15 °C v juliju do 6 °C v januarju. Temperatura tal običajno ne pade pod 6 °C (pozimi leta 2010 je bil sneg daljše obdobje, prvi v življenju najstarejših prebivalcev). Ker trava zraste, ko se temperatura dvigne nad 6 °C, ima otok (kot sosednji Burren) enega najdaljših letnih časov na Irskem ali v Veliki Britaniji s pestrim in bogatim rastlinstvom. Konec maja je največ sonca, verjetno pa je tudi najprimernejše obdobje za ogled cvetja, kot so svišči in alpska velesa (kukavičevke so kasneje).

## Rastlinstvo in živalstvo
Na otokih raste arktično, sredozemsko in alpsko rastlinstvo drugo ob drugem zaradi nenavadnega okolja. Kot Burren so Aranski otoki znani po izrednem združevanju rastlin in živali.
Škraplje (razpoke) zagotavljajo vlažno zavetje, s čimer omogočajo rast veliko rastlinam, tudi pritlikavemu grmičevju. Kjer je površina tlaka razbita v drobir, najdemo veliko trdnejših arktičnih ali alpskih rastlin. Ko je tlak apnenca prekrit s tanko plastjo prsti, so vidni obliži trave, poraščeni z rastlinami, kot so svišči in kukavičevke.
Pomembni insekti so metulj pomladni tratar (Boloria euphrosyne), Thecla betulae, travniški postavnež (Euphydryas aurinia) in navadni frfotavček (Leptidea sinapis); molji, Calamia tridens, Odontognophos dumetata in Zygaena purpuralis in osica Doros profuges.

## Tradicionalno življenje in irščina
Na vrhovih pečin so starodavne utrdbe, kot sta Dún Aonghasa (Dún Aengus) na Inishmórju in Dún Chonchúir (Fort of Conchobar) na Inishmanu, ene najstarejših arheoloških najdb na Irskem. Veriga starih kamnitih zidov na vseh treh otokih (1600 km) obdajajo mrežo majhnih polj za lokalno živino. Najdeni so tudi zgodnji clochans (suhozidne kamnite koče iz zgodnjega krščanskega obdobja). Sveti Enda iz Arana je ustanovil prvi pravi irski samostan blizu Killeanyja (Cill Éinne ali cerkev Ende). V nekem obdobju je bilo samo na Inishmórju ducat samostanov. Veliko irskih svetnikov je povezanih z Aranskimi otoki: Sveti Brendan, opat in morjeplovec; Jarlath iz Tuama, Finnian iz Clonarda in sveti Kolumban, ki ga je imenoval »sonce zahoda«. Na Aranskih otokih je skupno 38 narodnih spomenikov.
Otok je bil močneje naseljen verjetno v obdobju cromwelovskega osvajanja Irske sredi 17. stoletja, ko je katoliško prebivalstvo Irske imelo izbiro, da gre v »pekel ali Connacht«. Mnogi so z zahodne obale Irske pobegnili na številne otoke, na katerih so se prilagodili surovim podnebnim razmeram, razvili sistem preživetja s samozadostnostjo. Mešali so plasti peska in morskih alg na vrhu kamnin, da bi ustvarili plodno zemljo, kar se uporablja tudi  za gojenje krompirja in druge zelenjave. Tak način je prav tako zagotavljal travno rušo za pašo goveda in ovc v ograjenih prostorih, od katerih so pridobili volno in kožo, kar je omogočilo izdelavo oblačil, ročno pletenih puloverjev, šalov, kap in čevljev iz kože. Otočani so izdelovali tudi posebne čolne za ribolov, gradili svoje s slamo krite hiše iz razpoložljivega materiala ali trgovali s celino.
Aranski otoki so uradno gaeltacht, irski jezik ima poln uradni status v vseh uradnih službah, tudi v izobraževanju. Nenavadno visoka stopnja znanja irskega jezika je bila odkrita med starejšimi do konca 20. stoletja,  v glavnem zaradi osamitvene narave tradicionalnih poklicev in naravne osamitve otokov na splošno. Mladi otočani se lahko do 18. leta šolajo na otokih, nato se večina izobražuje na celini. 

## Znamenitosti
Zlasti poleti je veliko obiskovalcev. Na otokih je več utrdb iz bronaste in železne dobe in drugih zanimivosti:
- Dun Aengus (Dún Aonghasa, aranski otoški dialekt dūn aŋgəs) je trdnjava iz bronaste in železne dobe, ki stoji na robu pečine na višini 100 metrov s pogledom na Atlantski ocean in na Inishmore. Sestavljen je iz vrste koncentričnih krožnih zidov, notranjo citadelo obkroža območje s premerom približno 50 metrov s 4 metre debelimi kamnitimi zidovi[6].
- Black Fort (Dún Dúchathair).
- O'Brienov grad na otoku Inis Oírr (Inisheer) je bil zgrajen v 14. stoletju. Grad je leta 1582 prevzel O'Flaherty, klan s Connemare.
- Teampull Bheanáin velja za najmanjšo cerkev na svetu, ki je pomembna po usmeritvi sever–jug namesto vzhod–zahod.
- Teampall in Cheathrair Alainn ima izvir svete vode, ki je navdihnila igro J. M. Synga The Well of the Sacred.

## Umetnost
Ena glavnih oseb irske renesanse, Liam O'Flaherty, se je rodil v Gort na gCapallu na otoku Inishmore 28. avgusta 1896. 
Máirtín Ó Díreáin, eden najuglednejših pesnikov v irskem jeziku, je bil tudi z Inishmora. 
Od leta 2000 Center za umetnost Áras Éanna na otoku Inisheer vabi lokalne in mednarodne umetnike, da en mesec ostanejo in delajo na navdihujočih Aranskih otokih.
Otoki so vplivali na svetovno literaturo in umetnost, ki je nesorazmerna z njihovo velikostjo. Zaradi nenavadne kulture in zgodovine otokov so jih obiskovali številni pisatelji in popotniki, ki so zapisovali svoje izkušnje. Od konca 19. stoletja so številni irski pisci potovali na Aranske otoke; Lady Gregory je na primer prišla v poznem 19. stoletju, da se je naučila irščine. Na začetku 20. stoletja je eden vodilnih irskih umetnikov Seán Keating vsako leto preživel na otokih in prelival na platno vse lastnosti, zaradi katerih so prebivalci teh atlantskih otokov tako nenavadni in v mnogih pogledih izjemni. Elizabeth Rivers se je preselila iz Londona in živela na otokih, na katerih je ustvarila dve knjigi o umetnosti, obiskovali so jo umetniki, kot je Basil Rakoczi.
Mnogi so pisali o svojih osebnih izkušnjah in jih včasih opisali kot pripovedi o iskanju ali neuspehu bistvenega vidika irske kulture, ki je bila izgubljena v bolj urbanih regijah Irske. Drugi obiskovalci so poskušali zbrati in popisovati zgodbe in običaje otokov, ki so jih obravnavali kot nekakšno družbeno "časovno kapsulo" starejše stopnje irske kulture. Nekateri obiskovalci so se želeli vključiti v otoško kulturo, večina pa je bila opazovalcev. Taka povezava bi lahko bil klasični dokumentarni film Man of Aran iz leta 1934 Roberta J. Flahertyja.
Nekateri bi lahko rekli, da delo Johna Millingtona Synga The Aran Islands združuje oba načina, saj gre za osebni zapis in tudi za ohranitev informacij o literarni obliki aranske literarne oblike. Motivacije teh obiskovalcev so ponazorjene z nasveti W. B. Yeatsa Syngu: »Pojdite na Aranske otoke in poiščite življenje, ki v literaturi ni bilo nikoli izraženo.« 
V drugi polovici 20. stoletja do morda zgodnjih 1970-ih so otoke obiskovali ne nujno zaradi enkratne "irske" narave otoške skupnosti, ampak preprosto zato, ker sta geografija in zgodovina ustvarili družbo, ki se je zdela zanimiva in zapeljiva ter so se ji nekateri želeli pridružiti. To ni bila samo "aranska" kultura, obiskovalce so privlačili predvsem vidiki aranske kulture, kot so:
1. odmaknjeni so bili od glavnih tiskanih in elektronskih medijev, zato so upoštevali predvsem lokalno ustno tradicijo za zabavo in novice;
2. redko so bili obiskani ali razumljeni;
3. na njihove običaje in odnose je močno vplivalo nenavadno divje vreme zaliva Galway;
4. v mnogih delih je značilno preživljanje ali golo preživetje, kmetijstvo in ribolov;
5. niso poznali razkošja zahodnega sveta, značilnega že desetletja in v nekaterih primerih stoletja.

Zaradi tega so bili Aranski otoki "ločeni" od kulturnih dogodkov, ki so hkrati radikalno spreminjali druge dele Irske in zahodne Evrope. Čeprav so obiskovalci te tretje vrste razumeli, da je bila kultura, na katero so naleteli, tesno povezana z Irsko, niso bili posebej nagnjeni k razlagi svojih izkušenj kot "irskih". Namesto tega se je njihovo življenje na otokih povezovalo z bolj splošnimi resnicami o življenju in človeških odnosih, pogosto pa so se borili za življenje »kot neotočani«, ki so pomagali prijateljem in družini doma. Dejansko zaradi težkih razmer, v katerih so se znašli, nevarnih vremenskih razmer, skromne hrane, niso imeli časa za raziskovanje kulture na tak odmaknjen način kot prejšnji obiskovalci. Njihovo pisanje je bilo pogosto osebno, razumevanje samega avtorja in kulture okoli njega.
Literarni dosežek je An Aran Keening Andrewa McNeillieja, ki je leta 1968 preživel eno leto na Aranskih otokih. Padraig Ó Síocháin, dublinski avtor in odvetnik, se je tekoče naučil govoriti gelsko in postal neločljivo povezan z aranskimi pletilci puloverjev in že skoraj štirideset let močno spodbuja njihovo prodajo po vsem svetu.
Četrta vrsta obiskovalcev otokov, ki prihajajo še danes, je povezana z duhovnostjo, občudovanjem keltskega krščanstva ali sodobnejšega prepričanja nove dobe, ki iščejo kraje in krajine, pomembne na otokih. Končno so tisoči obiskovalcev prihajali iz čisto turističnih razlogov: videti ruševine, slišati irsko govorico (in irsko glasbo) v nekaj pivnicah na otoku ter doživeti dih jemajočo geologijo pečin. Danes turisti presegajo število navedenih obiskovalcev. Turisti in obiskovalci četrte vrste pa so premalo zastopani kot ustvarjalci literature ali umetnosti. Deli Tima Robinsona Stones of Aran: Pilgrimage (1986) in Stones of Aran: Labyrinth (1995) ter spremljajoči podroben zemljevid otokov so še en vir na Aranskih otokih. Robinsonovo delo je izčrpen pregled aranske geografije in njen vpliv na kulturo od železne dobe do današnjih dni. Robinson je tudi napisal in še piše o regiji Connemara, ki je nasproti otočja na celini okrog Galwaya.

## Otoška obrt

### Aranski puloverji
Otoki so znani po puloverjih, ki so v 20. stoletju zasloveli po vsem svetu. 
Veliko puloverjev, ki se prodajajo na otokih, so narejeni drugje na Irskem .

### Aranskicurrach
(Moderna) aranska oblika lahkega čolna, imenovan currach (otoški dialekt kørəx, korəx), je narejen iz platna, raztegnjenega nad redkim ogrodjem tankih letev, nato prekrit s katranom. Namenjen je razburkanemu morju, značilnem za otoke, odprte proti Atlantiku. Pravijo, da se aranski ribiči niso učili plavati, saj so vedeli, da ne bi preživeli razburkanega  morja, ki bi preplavil currah, zato je bilo boljše, da se hitro potopi. Kljub nedvomni moči teh čolnov so zelo ranljivi za predrtje.
Otočani so bili vedno popolnoma samozadostni. V mirnejšem vremenu so izpluli s currachi in preživljali nočni ribolov pod Moherskimi klifi, da so se ob zori vrnili z ribami. Danes se uporabljajo le priobalni, za lov na jastoge. Več sodobnih različic se še vedno gradi za dirke na številnih lokalnih regatah ali "Cruinnithe" na zahodni obali Irske v poletnih mesecih.
Konvencionalnih čevljev ni mogoče nositi, zato imajo ribiči mehke mokasine iz telečje kože, imenovane pampooties, izdelane iz kozje ali kravje kože.

## V popularni kulturi
- John Millington Synge (J.M. Synge) je napisal  delo The Aran Islands, končano leta 1901 in objavljeno leta 1907.
- Aranski otoki so omenjeni v kratki zgodbi Jamesa Joycea The Dead (1914) kot kraj, v katerem govorijo avtohtoni Irci.
- Dokumentarni film iz leta 1934 ima naslov Man of Aran.
- Vsebina opere v dveh dejanjih Gilberta Bécauda L'Opéra d'Aran (1962) se odvija na Aranskih otokih.
- V prvi knjigi pesmi Seamusa Heaneyja, Death of a Naturalist (1966), je pesem z naslovom Lovers on Aran.
- Televizijska komedija Oče Ted je bila snemana na Aranskih otokih (od leta 1995 do leta 1998), zgodba se dogaja na izmišljenem otoku Craggy, poudarjene so lokalne znamenitosti, kot je na primer brodolom parnika Plassey v prvem prizoru. Otok Inishmore je leta 2007 gostil festival prijateljev Teda.
- Igra iz leta 1996, The Cripple of Inishmaan, Martina McDonagha je postavljena na Aranske otoke. To je prvi del trilogije o Aranskih otokov, naslednji del je iz leta 2001 z naslovom The Lieutenant of Inishmore, tretji del ni bil objavljen, naslov je Banshees of Inisheer.
- Romantična komedija iz leta 1997 MatchMaker z Janeane Garofalo se delno odvija na Aranskem otočju.
- Pesem El Pozo de Aran (2000) španskega keltskega glasbenika Carlosa Núñeza ob spremljavi vokalistke, portugalske pevke Anabele, pripoveduje o materinem romanju do svetišča na otokih, da bi ozdravila svojega bolnega otroka.